# افي بنجامين
افي بنجامين (بالعبرية: אבי בנימין‏) هو ملحن إسرائيلي، ولد في 3 مارس 1959.

## وصلات خارجية
- الموقع الرسمي
- افي بنجامين على موقع IMDb (الإنجليزية)
- افي بنجامين على موقع ميوزك برينز (الإنجليزية)
- افي بنجامين على موقع قاعدة بيانات الفيلم (الإنجليزية)